# ロケットマン (加藤元浩の漫画)
『ロケットマン』は、加藤元浩による日本の少年向け推理漫画。

## 概要
2001年11月号から2005年1月号まで『月刊少年マガジン』（講談社）にて連載された。単行本は全10巻、文庫版全5巻。
作者である加藤の代表作『Q.E.D. 証明終了』（マガジンGREAT（現・マガジンイーノ）に連載）の『月刊少年マガジン』におけるゲスト掲載の好評を受けて始まった作品。『Q.E.D. 証明終了』そのものは100ページ程度の一話完結を基本形式とした、月刊誌連載には不向きなつくりを持つ作品であったため、完全新作である本作の連載となった。
単行本の発刊においては『Q.E.D. 証明終了』との同時刊行が基本となっていた。
基本は推理漫画とされているが「未知・既知を問わぬ様々な場所に赴く」「数々の荒事に巻き込まれる」など、冒険漫画に近い体裁を持った作品。連載中には「冒険ミステリー」などの分類がなされていた。また、『Q.E.D.』同様、さまざまなジャンルの知識が登場する。
作者はインタビューで「自分が小・中学生だったころに読みたかった作品を書きたい」と語っており、作者の嗜好が全開となった作品となっている。

## あらすじ
2001年。東京に住む中学生・水無葉は、幼少時の「記憶の空白」という深刻な問題を抱えていた。そのため自分の生を実感できず、自身がいじめられていても、それに抵抗する気力も持てない日々が続いていた。毎日のようにいじめられていた葉だったが、クラスメートの長月弥生に助けられる。葉を心配する弥生だったが、葉はいじめの巻き添えにしてしまうからと、それを拒絶する。弥生はそんな葉に、自分たち「普通の人間」とは違う「何か」を感じた。
ある日、葉はナイフで腹部を刺された謎の男に出会う。弥生の手を借りて、男を自室に運び治療を施す。実は水無家は医者の家系であり、葉自身も幼い頃に、祖父から初歩的な医療処置技術を教わっていた。葉は治療を施した責任感から、男に経緯の説明を求める。対して男は「R」と名乗り、事情を説明するが、話しすぎた情報を対価と見なして、葉に自らの仕事を手伝うよう迫る。
実はRは、ある目的を持って宇宙へ行くため、ロケットの部品を報酬として活動する、とある情報組織の超A級エージェントだった。この事件の後もRは葉たちを助手にして、様々な調査を行っていく。一方で、葉はRの依頼を達成すれば、自らの「空白」の手がかりを得られる、とRにそそのかされ彼に協力する。後にこの事実は、Rの所属する情報組織「トゥルー・アイズ（True Eyes:真実の目）」との敵対を招き、2人は拘束されることになる。
一旦は逃げ出した葉たちだったが、組織は巧妙な罠を操り、遂には葉とRに対し、互いの殺し合いを突き付ける。そして、Rは葉に銃を向けられた末、滝の底へと落ちていく。その後、葉はRの目的を継ぐために、トゥルー・アイズのエージェントとなりRのロケットの製作を始めることになる。

## 登場人物
水無 葉（みずなし よう）
普通の中学生。腕っ節も弱く、いじめられっ子だった。Rと出会ってからは、陰謀うずまく事件に巻き込まれ、Rを自らの手で殺すことになってしまう。その後は情報組織トゥルー・アイズの最下位であるD級エージェントとして活動することになる。
実は帰国子女なのだが、幼い頃に日本に帰国したため、その頃の記憶が曖昧になっている。母の仕事の都合で幼少期をポル・ポト政権瓦解時のカンボジアで過ごしており、その紛争の戦乱に巻き込まれたのが「記憶の空白」の原因。
Rによって手渡された組織の資料には「母親は氷森静江」と両親が離婚しているわけでもないのに母のことが旧姓で記されており、それが「水無葉」という存在がトゥルー・アイズにとって「ただの人間」ではないことを暗喩していた。実は氷森静江はトゥルー・アイズの初代S級エージェントであり、カンボジアの戦乱で行方不明となった人物であった。トゥルー・アイズは組織内でも追いつくことの無い情報操作能力と、未だに人望の厚い彼女の力を必要としており、現在もその行方を追っている。
そのため、状況によってはトゥルー・アイズを率いる後継者となりうる位置にいる人物。しかし、葉自身にその意志はない。
長月 弥生（ながつき やよい）
葉のクラスメイトで、数少ない理解者。家は蕎麦屋。葉に他の人間には無い「他の世界を生きている」かのような魅力を感じ、彼に半分無理矢理についていくことになる。トゥルー・アイズに正式に所属している訳ではないが、葉の仕事を手伝う事に。
抜群の勘の持ち主で、仕事で関わった情報提供者から「お前、良いチカラを持っているな」と称されるほど。「情報」を一切無視した視点を持った弥生がいるおかげで、葉が「情報」至上主義にならないようにバランスが取られている。
物語後期には葉の成長を目の当たりにして彼に惚れることになるが、自らの平凡さにらしからぬ気後れを感じて身を引こうとする。しかし、さらなる危険に踏み込んで行く葉を案じて、彼の「帰る場所」となるべく、葉のそばにいることを決意する。
明るく活発な性格と容姿から、学校ではかなりモテる。よく男子生徒に告白されるが、それらを「興味が無い」の一言で全て断っている。
何事にも積極的な性格だが、葉と噂になりかけると距離を置こうとしてみたり、葉が好きなことを自覚した後に身を引こうとしてみたり、恋愛に関してだけは無自覚な臆病さがあるようである。
R（アール）
情報組織トゥルー・アイズの超A級エージェントであるドイツ系アメリカ人。本名不詳。父親を探すため、宇宙に行くことを夢とし、自分で有人飛行ロケットを製作している。祖父は人類初のロケットを打ち上げたメンバーの科学者、ハーク・ヘルヴィッヒ、父はNASAスタッフのエルンスト・ヘルヴィッヒという生粋のロケット一家。コードネームの「R」もレイ・ブラッドベリの古典SF作品『ウは宇宙船のウ』（原題『R is for ROCKET』）から引用している。
仕事柄の必要から非合法な世界に身を置き、時に相当な非道行為も平気でこなすが「殺人」と「銃の使用」だけは「絶対の禁忌」として遵守している。
アイエネス
情報組織トゥルー・アイズを束ねる女性。ドイツ人。通称・情報の魔女。
一見、冷酷で非情なクール・ビューティーだが、それは組織を守るための「トップに立つ者」としての顔であり、その実は家族との絆や幼い頃の思い出を大事にする女性である。
父親は元シュタージメンバー。同組織のメンバー名簿であるシュタージ・ファイルの管理者で、それを元にしてトゥルー・アイズの母体である互助組織が結成された。
紫霞（ジーハ）
情報組織トゥルー・アイズに所属する中国出身の傭兵で殺し屋。アイエネス直属の護衛。
与えられた任務を確実にこなすプロ。戦闘実力はRと同程度で世界トップクラスの能力を持つ。Rとは逆に「人を殺せる」ため、エージェントではなく護衛として雇われた。
中国出身であるが、中国籍を持たない。同国の一人っ子政策のために親に捨てられた黒戸（ヘイフー）と呼ばれる棄児であった過去を持つ。
坂巻（さかまき）
情報組織トゥルー・アイズの日本（東京）担当メンバー。表向きには遊覧ヘリのレンタル会社「ぷろぺら屋」の経営者。D級エージェントである葉の育成係。
元公安警察（警察庁警備局）のエリート諜報員。しかし、とある事件で親しい者を亡くしたことが原因で職を辞することになる。その際に情報に踊らされた過去を悔い、葉が自らと同じ轍を踏まぬように案じ指導する。
ヒライ
ぷろぺら屋の社員。坂巻の部下でトゥルー・アイズでは暗殺などの荒事を担当する。肥えた体にサングラスがトレードマーク。良い意味でも悪い意味でも無邪気な性格で、血を見ても無頓着かつ無表情である。
マンゴールド
武器・兵器メーカーによる業界団体、ドミニオン財団の会長。トゥルー・アイズが財団の存亡に関わる秘密を暴こうとしているため、殺し屋を送り込み、アイエネスたちの暗殺とRのロケットの発射阻止をもくろむ。
0（ゼロ）
マンゴールドが送り込んだSクラスの殺し屋。気配を消して相手に近づく。サイのような武器を使用する。
∞（インフィニティ）
マンゴールドが送り込んだSクラスの殺し屋。無限のコネクションでどんな場所であっても的確に武器を調達する。
フラクタル
マンゴールドが送り込んだSクラスの殺し屋でリーダー格。両袖に仕込んだワイヤーで相手を毒殺、切断を行う。

## 組織
トゥルー・アイズ（真実の目）
CIAをも上回る諜報活動を誇る民間の特殊情報組織。略称はT.E.。トゥルー・アイズを敵に回したら「合衆国大統領さえも退任に追い込まれる」と噂されるほど、世界のあらゆる情報を掌握している。
母体は旧東ドイツの諜報組織であるシュタージ。当初は東西ドイツ統一による母国瓦解の余波によるメンバーの弾圧・迫害・処刑や各国によるスパイ狩りなどから自分たちを守るために寄り集まった、末端構成員による緊急避難のための互助組織であった。後にソビエト連邦が崩壊して冷戦構造が破綻すると、そのために各母体組織にリストラされ失職したスパイたちがその門戸を叩くようになり、一気に規模が拡大。世界最大の情報組織への道を歩むことになる。
非凡すぎるエージェントを数多く抱えるため派閥化による分裂の危機に晒されることもある。それを防ぐため、組織の実権はトップであるアイエネスが統括。ある種の独裁的な体制となっている。そのため、アイエネスが不在になると、とたんに組織の危機となりかねず、後継者を育てることが急務となっている。
ドミニオン財団
武器・兵器メーカーによる業界団体。世界中の紛争地帯に武器を供給し、戦争が絶えないように調整している。その一方、各国政府へのロビー活動も頻繁に行い、財団の運営維持と兵器の安定供給を図っている。
また、Rの父が関わったロケット・人工衛星開発のスポンサーでもあり、Rがその秘密に近づこうとしたことから、トゥルー・アイズと敵対するようになった。

## 各話タイトル
※ あらすじは、トリックを明かさず、2 - 3行程度に収めるものとする。
各話のタイトルは、SF作品の題名かそのもじりとなっている。タイトル部分のリンクはネタ元の小説・作家へのリンク。
| 話 | タイトル                 | 掲載         | 収録 | あらすじ |
| -- | ------------------------ | ------------ | ---- | --- |
| 01 | R is for ROCKET          | 2001年11月号 | 1巻  | いじめられっ子である葉は謎の男「R」と出会う。Rの追う「黒いダイヤ」とは? |
| 02 | 臆病者の未来             | 2001年12月号 | 1巻  | 葉の前に再び現れるR。日本の若者たちの間で噂になっているウェブサイトに隠された真実を暴く。 |
| 03 | 何かが道をやってくる     | 2002年1月号  | 2巻  | Rの元にアイエネス激怒の知らせ。Rは新たな仕事「村人全滅事件」の調査と葉たちの抹殺を命じられる。                                                                                                 |
| 04 | 結晶世界                 | 2002年2月号  | 2巻  | 「村人全滅事件」の謎を追う葉たち。一人だけ無事でいられた村の少女から得られた証言の謎を追う! |
| 05 | たった一つの冴えたやり方 | 2002年3月号  | 2巻  | 「村人全滅事件」の謎を追い洞窟に閉じ込められた葉と弥生。脱出の手段は? Rの選択は? |
| 06 | 神々自身                 | 2002年4月号  | 2巻  | 「村人全滅事件」完結編。謎を解いた3人の前にアイエネスが立ちふさがる! |
| 07 | 明日を越える旅           | 2002年5月号  | 3巻  | アイエネスから逃げ出した3人は危機打開の手がかりを葉の「空白の記憶」に求めてカンボジアへ向かう。                                                                                                |
| 08 | 時の声                   | 2002年6月号  | 3巻  | カンボジアで少しずつ明らかになる葉の記憶。交錯するアイエネスの過去。Rは「T.E.」結成の秘密を追う。                                                                                              |
| 09 | 成長の儀式               | 2002年7月号  | 3巻  | カンボジアの自宅に戻った葉の前にアイエネスが再び姿を現す。彼女の語る「真実」の姿とは? |
| 10 | 世界の小さな終末         | 2002年8月号  | 3巻  | アイエネスはRと葉に互いの大事なものを賭けた死闘を命じる。戦いの果てに葉の見たものは… |
| 11 | 夏への扉                 | 2002年9月号  | 4巻  | T.E.のエージェントとなった葉。初仕事は「ES細胞密売組織」全容解明。しかし前後して殺人事件が起きる。                                                                                             |
| 12 | 終りなき戦い             | 2002年10月号 | 4巻  | 「ES細胞密売組織」完結編。殺人容疑で拘束された父。葉はT.E.からの指示を遵守しながら父を助けられるか?                                                                                            |
| 13 | 死者の代弁者             | 2002年11月号 | 4巻  | 葉はT.E.を通してCIAから貧しい小国に住む少年・チネルの保護と事情聴取を依頼される。チネルの父を殺したのは?                                                                                       |
| 14 | 冷たい方程式             | 2002年12月号 | 4巻  | 「チネル」編・完結編。チネルの父の死の裏側でうごめく陰謀。狙われたチネル。そしてCIAの真の狙いは?                                                                                               |
| 15 | 影がゆく                 | 2003年1月号  | 5巻  | 葉は紫霞と共に「災いを招く本」の調査を行うよう指令を受ける。本を持つ者に訪れる災いとは? |
| 16 | 虎よ、虎よ!              | 2003年2月号  | 5巻  | 「災いを招く本」完結編。失われた本。持ち主に訪れる災いとは盗難だった。そして本に隠された秘密とは?                                                                                              |
| 17 | 金属モンスター           | 2003年3月号  | 5巻  | Rと馴染みの深かったT.E.の重鎮・ビントがミサイルを手に入れた。その真意を質すべく葉はドイツに派遣される。                                                                                        |
| 18 | 天の向こう側             | 2003年4月号  | 5巻  | ビントが述べた「世界を2つに分けた責任」とは? ロケット発祥の町・ペーネミュンデで葉は大いなる歴史の奔流を垣間見る。                                                                              |
| 19 | 賢者の石                 | 2003年5月号  | 6巻  | 葉は調査報告のためN.Y.のコロンビア大学に。そこで天才少女エミリーと出会う。彼女のT.E.への依頼とは?                                                                                              |
| 20 | たった一兆               | 2003年6月号  | 6巻  | エミリーの依頼は自殺したとされた父の「死の真相」の調査。同時に彼女は殺し屋たちに命を狙われる。果たして天才少女の運命は?                                                                        |
| 21 | 人間そっくり             | 2003年7月号  | 6巻  | 双子の弟を探してくれという依頼がT.E.に舞い込む。調査を始める葉だったが、関係者の証言が次々に食い違って…?                                                                                       |
| 22 | 分解された男             | 2003年6月号  | 6巻  | 「双子」編完結。依頼人の「双子の弟」の正体とは? そして、彼らに近づく製薬会社の思惑は? 彼らを取り巻く「危険な研究」の謎に挑む!                                                                  |
| 23 | 喪われた都市の記憶       | 2003年9月号  | 7巻  | 正体不明の武器商人Φが日本に出現。それを警戒したCIAがΦに関する調査を依頼。実はΦは公安時代の坂巻と因縁の深い存在であった。                                                                       |
| 24 | 長く大いなる沈黙         | 2003年10月号 | 7巻  | 「Φ」編完結。武器商人Φの繰り出す情報の渦。翻弄される公安警察。そして葉も坂巻の危惧の通りに? しかし葉はついに真実にたどり着く。                                                                 |
| 25 | 虎は目覚める             | 2003年12月号 | 7巻  | アイエネスが撃たれた。衝撃の事実はT.E.を窮地へ追い込む。病床のアイエネスは葉に恐るべき情報を託しベルリンへと飛ばす。そこで待つのは?                                                            |
| 26 | いまひとたびの生         | 2004年1月号  | 7巻  | アイエネスの言う「ロケットを飛ばすことを恐れる者」に襲われる葉。その前に現れたのは死んだはずのR。かくて名コンビは情報の海に帰還する。                                                          |
| 27 | 殺意の惑星               | 2004年2月号  | 8巻  | Rが帰還。そして「ロケットを飛ばすことを恐れる」敵、ドミニオン財団の存在が明らかになる。そしてアイエネスから下される最終指令。それは葉の母の捜索であった。                                      |
| 28 | さいはての島へ           | 2004年3月号  | 8巻  | T.E.初代S級エージェント氷森静江。T.E.でも追えないその行方。葉の父が葉へ与えたヒント。そして葉への警告。葉が見つけた母の足跡とは?                                                               |
| 29 | アイスワールド           | 2004年4月号  | 8巻  | 全ての「情報の流れ」を追って葉とRはアイスランドに降り立つ。そこに葉の母、静江がいると信じて。しかしそこには静江の命を狙う暗殺者の姿も。                                                        |
| 30 | 天の光はすべて星         | 2004年5月号  | 8巻  | 葉とRと静江の命を狙う暗殺者たち。葉はただ母への想いを胸に氷の大地をひた走る。そして葉の父もまた。長い時と情報の渦の果てでついに家族が揃う。                                                    |
| 31 | ふたりで宇宙へ           | 2004年6月号  | 9巻  | 静江の帰還。そして葉は普通の生活に戻ったかに見えた。しかし世界の裏ではT.E.とドミニオン財団の情報戦が続く。そんな中、再びRは葉の前に現れる。                                                    |
| 32 | 月は無慈悲な夜の女王     | 2004年7月号  | 9巻  | Rは葉に共に宇宙へ行くかを問う。承知する葉。2人は宇宙に行くための訓練を開始。そんな中、ドミニオン財団の会長・マンゴールドとアイエネスが直接交渉に。                                             |
| 33 | 残像                     | 2004年8月号  | 9巻  | アイエネスとマンゴールドの交渉がスタート。ロケット打ち上げを阻止したいドミニオン財団との交渉に憤るR。果たしてアイエネスの目的は?                                                               |
| 34 | 宇宙の戦士               | 2004年9月号  | 9巻  | 買物中の弥生は、スーパーで坂巻たちと出会う。同じ頃、ドミニオン財団はT.E.との交渉決裂に怒り、資金封鎖を敢行。困惑のT.E。最後に頼りになるのは?                                                   |
| 35 | 地球脱出                 | 2004年10月号 | 10巻 | ついにロケット打ち上げカウントダウン開始。しかしドミニオン財団との戦いは現実の戦争に突入。砲弾飛び交う中、ドミニオンの暗殺者たちが最後の足掻きを。                                             |
| 36 | 宇宙のランデヴー         | 2004年11月号 | 10巻 | ついにロケットが打ち上げられた。一方、暗殺者がアイエネスの命を狙う。紫霞はその誇りにかけて暗殺者と激突する。アイエネスの守護者・紫霞、壮烈の最期。                                             |
| 37 | 幼年期の終わり           | 2004年12月号 | 10巻 | ついに明かされる真実。かつてあった宇宙の悲劇。Rの父・エルンストが願ったことは? そしてマンゴールドは最終手段・キラー衛星をRと葉に差し向ける。                                                   |
| 38 | ロケットマン             | 2005年1月号  | 10巻 | キラー衛星で大破したロケット。Rと葉は何とか状況の回復を試みるも、状況は厳しい。システムは『帰還不可能』と答え、絶望がT.E.を覆う。しかし葉は唯一の可能性を見つけ、Rと共にそれにすべてを賭ける。 |